# Upang
Upang is een bestuurslaag in het regentschap Banyuasin van de provincie Zuid-Sumatra, Indonesië. Upang telt 2692 inwoners (volkstelling 2010).